# 61
 Тази статия е за 61-вата година от новата ера.  За числото 61 вижте 61 (число).  
61 (шестдесет и първа) година (LXI) е обикновена година, започваща в четвъртък по юлианския календар.

## Събития

### В Римската империя
- Осма година от принципата на Нерон Клавдий Цезар Август Германик (54 – 68 г.)
- Консули на Римската империя са Публий Петроний Турпилиан и Луций Юний Цезений Пет. Суфектконсули през тази година стават Гней Педаний Фуск Салинатор и Луций Велей Патеркул.
- Гай Светоний Павлин потушава останалите огнища на съпротива от въстанието на Будика. Поради обвинения в прекалена жестокост е проведено разследване, което завършва с отзоваването на Павлин от императора в Рим. Консулът Публий Петроний Торпилиан е назначен за нов управител на Британия.[1]
- Префектът на Рим, Луций Педаний Секунд е убит от един от своите роби. Поради това всички негови 400 роби са наказани със смърт, съгласно римския закон и въпреки желанието на голяма част от народа невинните сред тях да бъдат пощадени.[2]

#### В Армения
- Поставеният от римляните за владетел Тигран VI нахлува в Адиабена, което е счетено от царя на Партия Вологез I като проява на римска агресия. Партите атакуват Армения и обсаждат Тигранакерт заедно с римския му гарнизон.[3][1]
- Управителят на Сирия, Гней Домиций Корбулон изпраща протест до партския цар и успява да го убеди да започне преговори.[3][1]

## Родени
- Плиний Млади, древноримски политик и писател († ок. 113 г.)

## Починали
- Варнава, християнски светия, апостол, от седемдесетте, основател на Кипърската църква
- Публий Мемий Регул, римски политик и сенатор
- Луций Педаний Секунд, римски политик